# Абушенко, Владимир Леонидович
Влади́мир Леони́дович Абуше́нко (бел. Уладзі́мір Леані́давіч Абушэ́нка; 22 апреля 1957, Пинск, Брестская область — 26 сентября 2015, Ратомка, Минская область) — советский и белорусский социолог и социальный философ. Кандидат философских наук, доцент. Заместитель директора Института социологии НАН Беларуси по научной работе (2002—2015).

## Биография
В 1974—1979 годах учился на отделении философии исторического факультета Белорусского государственного университета (БГУ). С августа 1979 года по ноябрь 1981 года работал преподавателем кафедры философии Белорусского политехнического института.
С ноября 1981 года по декабрь 1984 года являлся аспирантом Института социологических исследований АН СССР (ныне — Институт социологии РАН) (научный руководитель — доктор философских наук, профессор И. Т. Левыкин). В 1985 году успешно защитил диссертацию на соискание учёной степени кандидата философских наук на тему «Проблемы построения системы показателей духовной деятельности личности в концепции социалистического образа жизни. (Теоретико-методологический аспект)» (диплом ФС № 006650, выданный ВАК СССР на основе решения Совета ИСИ АН СССР от 26.06.1985).
С января 1985 года по февраль 1990 года работал вначале младшим научным сотрудником, а после научным сотрудником в Институте философии и права АН БССР в отделе теории социологии под руководством доктора философских наук, профессора Е. М. Бабосава.
В феврале—марте 1990 года работал старшим научным сотрудником в новосозданном Институте социологии АН БССР в отделе социологии культуры под руководством доктора философских наук, профессора Э. К. Дорошевича.
С апреля 1990 года по апрель 2002 года — доцент кафедры социологии БГУ. В 1991 году получил учёное звание доцента (аттестат ДЦ № 038743, выдан на основании решения Государственного комитета СССР по народному образованию от 04.07.1991). С апреля 2002 года был доцентом по совместительству этой же кафедры.
С апреля 2002 года и до последних дней жизни занимал должность заместителя директора Института социологии НАН Беларуси по научной работе (в апреле—декабре 2008 года исполнял обязанности директора Института).
Был членом редколлегии (отдел социологии) Международного журнала социальных и гуманитарных наук «Личность. Культура. Общество» (Москва, ISSN 1606-951X), членом научного совета журнала «Палітычная сфера» (Минск, ISSN 1819-3625). Являлся участником международного проекта «Гуманитарная энциклопедия» (главный редактор проекта — А. А. Грицанов) Минской философской школы.
Входил в состав Экспертного совета номинации «Социально-политические науки» Премии Международного Конгресса исследователей Беларуси.

## Научные интересы
Научные интересы В. Л. Абушенко составляют такие направления как Культурсоциология, теоретическая социология, социология знания, социология и социальная мысль Латинской Америки, история общественно-политической мысли в Беларуси.

## Преподавательская деятельность
В рамках преподавательской деятельности читал курсы: «Теоретическая социология», «Социология культуры». В разное время читал также курсы: «Методология и методика социологических исследований», «История социологии», «Социология образования», «Социология знания».
Под научным руководством В. Л. Абушенко успешно защитились аспиранты:
- Красавцева И. Н. (тема диссертации: «Методологические проблемы социологии чтения», 1998),
- Радионова С. А. (тема диссертации: «Повседневность как поле презентации и репрезентации социальной реальности», 2002),
- Шелест О. А. (тема диссертации: «Становление новых типов религиозности в условиях социокультурных трансформаций», 2006)[1]
- Комаровский А. В. (тема диссертации: «Методология немецкого неовеберианства в социологическом изучении культуры», 2015)[7].

## Смерть
Скоропостижно скончался 26 сентября 2015 года на 59-м году жизни на своей даче возле п. Ратомка.
Прощание состоялось 30 сентября. После кремации был похоронен на Восточном кладбище в Минске.

## Память
3 октября 2015 года в Каунасе (Литва) во время открытия церемонии вручения Премии Международного Конгресса исследователей Беларуси память учёного участники Конгресса почтили минутой молчания. Речь в память о В. Л. Абушенко произнёс белорусский философ и методолог В. В. Мацкевич.
В марте 2016 года в издательстве НАН Беларуси «Беларуская навука» вышел сборник работ В. Л. Абушенко, подготовленный учеником учёного А. В. Комаровским: «Основания культурсоциологии: избранные труды» (Минск, 2016. — ISBN 978-985-08-1981-9). В сборник включены избранные труды В. Л. Абушенко по истории и теории социологии, культурсоциологии и социальной теории, исследования социальной и национальной идентичности. Презентация книги состоялась 29 апреля 2016 года в Центральной научной библиотеке им. Я. Коласа НАН Беларуси.
В конце августа 2016 года учениками В. Л. Абушенко была объявлена краудсорсинговая инициатива по подготовке к изданию авторского курса лекций, прочитанного учёным в рамках магистратуры Института подготовки научных кадров НАН Беларуси в 2009/2010 учебном году. Сбор средств производился посредством краудфандинга. Презентация книги, изданной под названием «Современная социология: проблемы, рамки, основания» (ISBN 978-985-7051-22-9), состоялась 30 ноября 2016 года в Минске.
24 сентября 2016 года в рамках «Недели белорусского мышления» (цикла мероприятий, в ходе которых были представлены результаты развития философской и интеллектуальной мысли Беларуси за последние 30 лет) в Минске состоялись:
- публичная лекция белорусского философа и литератора И. М. Бобкова «Абушенко: реконструкция идеи»[15];
- панельная дискуссия «Современность и социология Владимира Абушенко: идеи, контексты, перспективы», в которой приняли участие ученики учёного: О. А. Шелест[бел.], А. В. Комаровский и Н. Л. Кацук[16].

Культуролог С. Н. Гавров о друге и коллеге: 

 Беларусь была главной в его жизни, он родился в Пинске, историческом и культурном центре Полесья на западе Беларуси... Это историко-культурное пространство, оказывающее определяющее воздействие на формирование новых поколений беларусов. В.Л. Абушенко продукт этой социализации и её творец, активно участвующий в конструировании новой беларусской идентичности… Абушенко напряженно «Думал Беларусь», у него все в той или иной мере подчинено этой думке.

### Книги
- Современная социология: проблемы, рамки, основания / В. Л. Абушенко; автор-сост. А. В. Комаровский. — Мн., 2016. — ISBN 978-985-7051-22-9.
- Основания культурсоциологии: избранные труды / В. Л. Абушенко; сост. А. В. Комаровский. — Мн., 2016. — ISBN 978-985-08-1981-9.
- Карлос Кастанеда. — Мн., 2009. — ISBN 978-985-489-911-4 (в соавт. с А. А. Грицановым и О. А. Грицановым).
- Мишель Фуко. — Мн., 2008. — ISBN 978-985-489-775-2 (в соавт. с А. А. Грицановым).

### Коллективные монографии
- Абушенко В. Л. Культурные инновации // Научные основы идентификации и использования общественно-функциональных инноваций. — Мн., 2004. — ISBN 985-442-135-X.
- Абушэнка Уладзімер. Крэольства й праблема нацыянальна-культурнай самаідэнтыфікацыі // Анталёгія сучаснага беларускага мысьленьня. — СПб., 2003.
- Методологические проблемы социологического познания. — Мн., 1995 (чл. авт. колл.).
- Молодёжь и научно-технический прогресс. — Мн., 1989 (чл. авт. колл.).
- Выпускник перед выбором пути. — Мн., 1988 (чл. авт. колл.).

### Статьи в сборниках
- Социологические методы изучения образа жизни. — М., 1985 (чл. авт. колл.).
- Социальная ситуация как инструмент анализа образа жизни городского населения. — М., 1984 (чл. авт. колл.).

### Статьи в журналах
- Абушенко В. Л. Культурсоциологический анализ: методологическая рамка // Социология. – 2016. – №  1.
- Абушенко В. Л. Культурсоциологический анализ: дисциплинарная рамка // Социология. – 2015. – №  4.
- Абушенко В. Л. Культурсоциологический анализ: предметная рамка // Социология. – 2015. – № 3.
- Абушенко В. Л. Культур-социология: возможность иного взгляда на социальную теорию // Вопросы социальной теории. Научный альманах. — Т. 2. — Вып. 1(2). — М., 2008. — ISBN 5-901493-11-8.
- Заключительное выступление в дискуссии «Социальная реальность: поиски смысла» // Вопросы социальной теории. Научный альманах. — Т. 2. — Вып. 1(2). — М., 2008. — ISBN 5-901493-11-8.
- Абушенко В. Л. Социальная теория: возможности согласования дисциплинарных эпистемологических позиций // Вопросы социальной теории. Научный альманах. — Т. 1. — Вып. 1. — М., 2007. — ISBN 5-901493-11-7.
- Vladimir Abushenko, Creolity as other modernity of Eastern Europe (Possible strategies of research). Crossroads Digest, # 1/2006. — ISSN 18225136.
- Абушенко В. Л. Методолого-методические аспекты изучения феномена религиозности: специфика культурно-социологического подхода // Кафоликия: спец. выпуск. — 2007.
- Абушенко В. Л. Возможности и ограничения социологического изучения культуры // Личность. Культура. Общество. — 2004. — № 4(24).
- Абушенко В. Л. Креольство как ино-модерность Восточной Европы (Возможные стратегии исследования) // Перекрёстки. — 2004. — № 1-2.
- Абушэнка У. Л. Інтэлектуальнае поле беларускай культуры. Роля інтэлектуалаў культурнай самаідэнтыфікацыі // Паміж. — 2003. — № 3.
- Социология в контексте постмодерна // Социология. — 2000. — № 4 (в соавт. с Н. Л. Кацуком).
- Социология как исчерпанный проект модерна. К постановке вопроса // Социология. — 2000. — № 3 (в соавт. с Н. Л. Кацуком).

### Статьи в словарях и энциклопедиях
- Новейший социологический словарь. — Мн., 2010. — ISBN 978-985-17-0020-8 (автор статей).
- Новейший философский словарь. Постмодернизм. — Мн., 2007. — ISBN 978-985-14-1318-4 (автор 4 статей).
- Религия. Энциклопедия. — Мн., 2007. — ISBN 985-489-355-3 (автор 29 статей).
- Социология. Энциклопедия. — Мн., 2003. — ISBN 985-428-619-3 (автор 112 статей).
- Большой энциклопедический словарь: философия, социология, религия, эзотеризм, политэкономия. — Мн., 2002. — ISBN 985-6656-73-7; ISBN 985-428-548-0 (автор 32 статей).
- История философии. Энциклопедия. — Мн., 2002. — ISBN 985-6656-20-6; ISBN 985-428-461-1 (автор 40 статей).
- Всемирная энциклопедия. XX век. — М.—Мн., 2002. — ISBN 5-17-012653-0 (автор 62 статей).
- Постмодернизм. Энциклопедия. — Мн., 2001. — ISBN 985-6656-05-2; ISBN 985-428-430-1 (автор 22 статей).
- Новейший философский словарь / Изд. 2-е, перераб. и доп. — Мн., 2001. — ISBN 985-6656-06-0; ISBN 985-428-431-X (автор 70 статей).
- Всемирная энциклопедия. Философия. — М.—Мн., 2001. — ISBN 5-17-007278-3 (автор 186 статей).
- Новейший философский словарь. — Мн., 1998. — ISBN 985-6235-17-0 (автор 171 статьи).
- Абушенко В. Л. Социальная ситуация // Социологический словарь. — Мн., 1991.

### Учебные пособия
- Современная западная философия: Учебное пособие. — Мн., 2009. — ISBN 978-985-489-940-4 (в соавт. с А. Ю. Бабайцевым, И. М. Бобковым, Е. Н. Вежновцом и др.).
- Современная западная философия: Учебное пособие. — Мн., 2000. — ISBN 985-06-0596-0 (чл. редкол. и соавт.).
- Социология: Учебное пособие. — Мн., 1998. — ISBN 985-6317-40-1; Мн., 2000. — ISBN 985-6317-86-X и следующие стереотипные переиздания (в соавт.).
- История социологии: Учебное пособие. — Мн., 1993. — ISBN 5-339-00828-2; Мн., 1997. — ISBN 985-06-0270-8 (в соавт.).
- Методологические основы социологии: социология как наука: Учебное пособие. — Мн., 1992 (в соавт. с А. Н. Елсуковым, И. Я. Писаренко и А. П. Лимаренко).

### Другие публикации
- В 90-е годы была заложена интеллектуальная основа для решения тех задач, которые мы оказались не в состоянии решить в конце 80-х годов // Адкрытае грамадства. — 2003. — № 1(14).
- Проблема рациональности и становление социологического знания (к постановке вопроса) // Социологическая наука и современность. — Мн., 2002.
- Разрыв традиций: поиски механизма новой идентификации // Грамадскія ідэалы: нацыянальныя традыцыі, сучасны стан, погляд ў будучыню. — Мн., 2002.
- Рамочный анализ в социогуманитарных образовательных технологиях // Актуальные проблемы современной философии и специфика преподавания гуманитарных дисциплин в техническом ВУЗе. — Мн., 2001.
- Філязофія лацінаамэрыканскай сутнасьцi (артыкул для слоуніка) // Фрагмэнты філязофii, культуралёгii, літаратуры. — 1999. — № 3-4.

### Памяти В.Л. Абушенко
- Гавров С. Н. Владимир Абушенко: человек, учёный и гражданин. Часть 1 // Личность. Культура. Общество, 2020. Том XX. Вып. 1-2 (№№ 105-106). — С. 302-305.
- Гавров С.Н. Владимир Абушенко. В память о человеке и социологе // Личность. Культура. Общество, 2023. №1-2 (117-118). С. 183-188.